# Dyspetes townesi
Dyspetes townesi là một loài tò vò trong họ Ichneumonidae.